# Murut
Les Muruts (littéralement peuple des collines) sont une ethnie vivant à l'intérieur des terres dans le nord de l'île de Bornéo. 

## Implantations
Au début des années 2000 on dénombrait environ 120 000 muruts répartis entre 29 sous-ethnies. La majorité d'entre eux (100 000) vit dans l'État de Sabah (Malaisie) dans les districts de Keningau, Tenom, Nabawa et Pensiangan le long des fleuves Sapulut et Padas. Environ 10 000 muluts  vivent également dans l'État voisin de  Sarawak en particulier vers Limbang et Lawas (peuple Tagal). De petites communautés sont également présentes au Brunei  et dans l'est du Kalimantan (Indonésie) vers Malinau et Nunukan. 

## Société
Les muruts pratiquent traditionnellement la culture du riz des collines et du tapioca. Ils complètent leur alimentation avec la chasse pratiquée à l'aide de sarbacanes et de manière plus marginale la pêche. Ils vivent dans des maisons longues, habitations construites sur pilotis et abritant plusieurs familles. Celles-ci sont édifiées le long des rivières qui servent de voies de communication. La plupart des muruts, traditionnellement animiste, se sont convertis au christianisme. La tenue traditionnelle des hommes comprend une veste réalisée à l'aide de l'écorce d'un arbre (Artocarpus tamaran), un pagne de couleur rouge et une coiffure ornée de plumes de faisan. Les femmes portent un chemisier sans manches de couleur noire et un sarong qui descend jusqu'au-dessus des genoux. Comme la plupart des indigènes, les muruts décorent leurs vêtements avec des perles et des ceintures avec des perles de différentes couleurs. Les muruts utilisent plusieurs types d'instruments de musique : ensemble d'agungs (gongs verticaux), flutes en bambou et instruments à cordes comme le tangkung (guitare à 2 cordes). Les muruts sont les derniers indigènes de Sabah à avoir abandonné la tradition des Chasseurs de têtes. Ce rite joue un rôle central dans les croyances et coutumes de cette ethnie. Par exemple pour qu'un homme puisse se marier il fallait qu'il puisse présenter au moins la tête coupée d'un ennemi à la famille de sa future conjointe.    

## Langues
Les muruts parlent différentes variantes des langues murutiques regroupées en trois sous-ensembles linguistiques :
- Groupe de langues murutiques :
  - Okolod (Kalimantan, Indonésie)
  - Keningau Murut (Keningau, Sabah, Malaisie)
  - Tagal Murut (Sabah)
  - Paluan (Sabah)
  - Selungai Murut (Kalimantandu Nord)
  - Timugon (Sabah)
- Groupe de langues du nord :
  - Bookan (Sabah)
- Groupe de langues Tidong :
  - Tidung people (Tarakan, Kalimantan)
  - Bulungan  (Bulungan Regency, (Kalimantandu Nord)
  - Kalabakan (Sabah)
  - Sembakung (Sabah)
  - Serudung (Sabah)

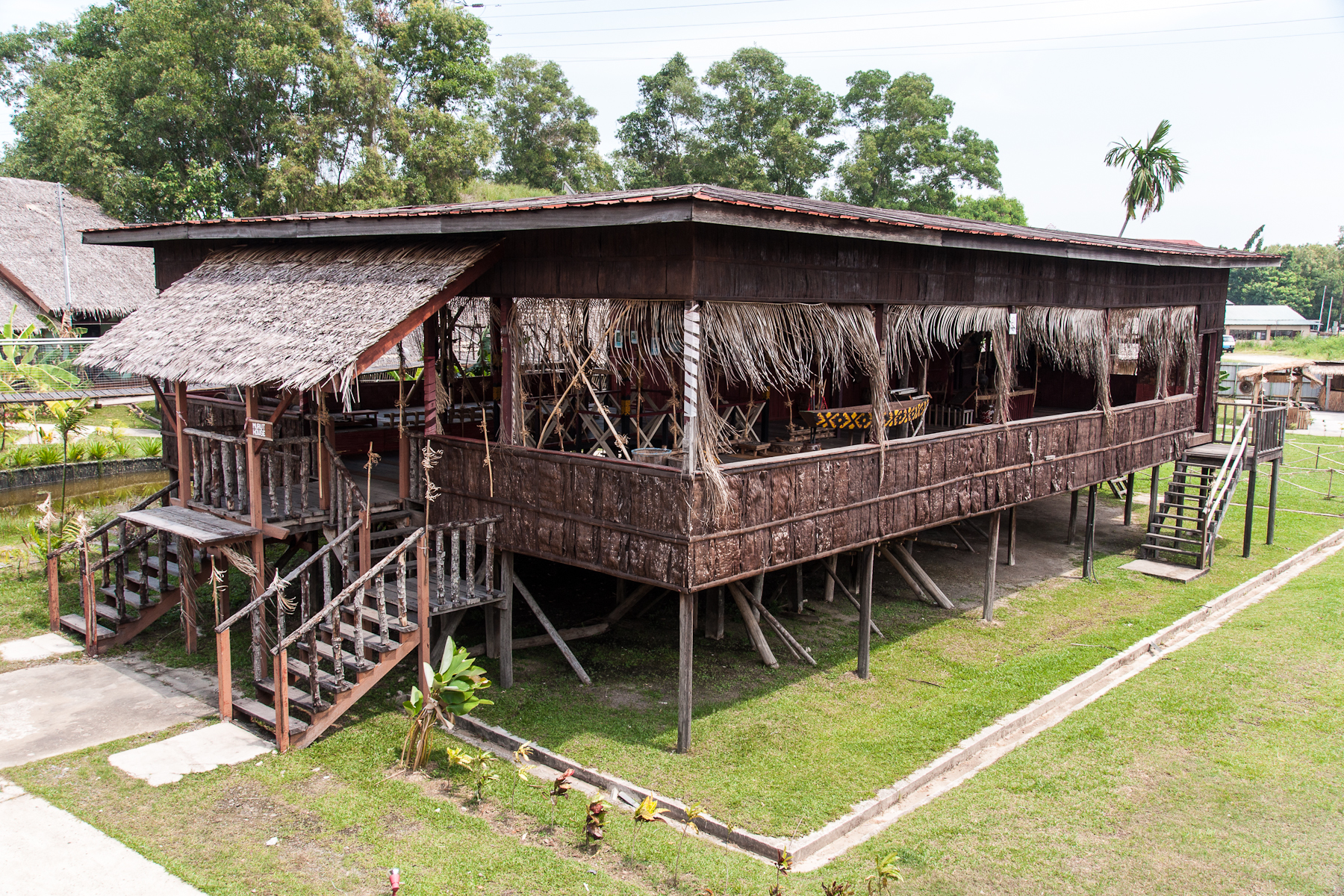
Maison longue Murut
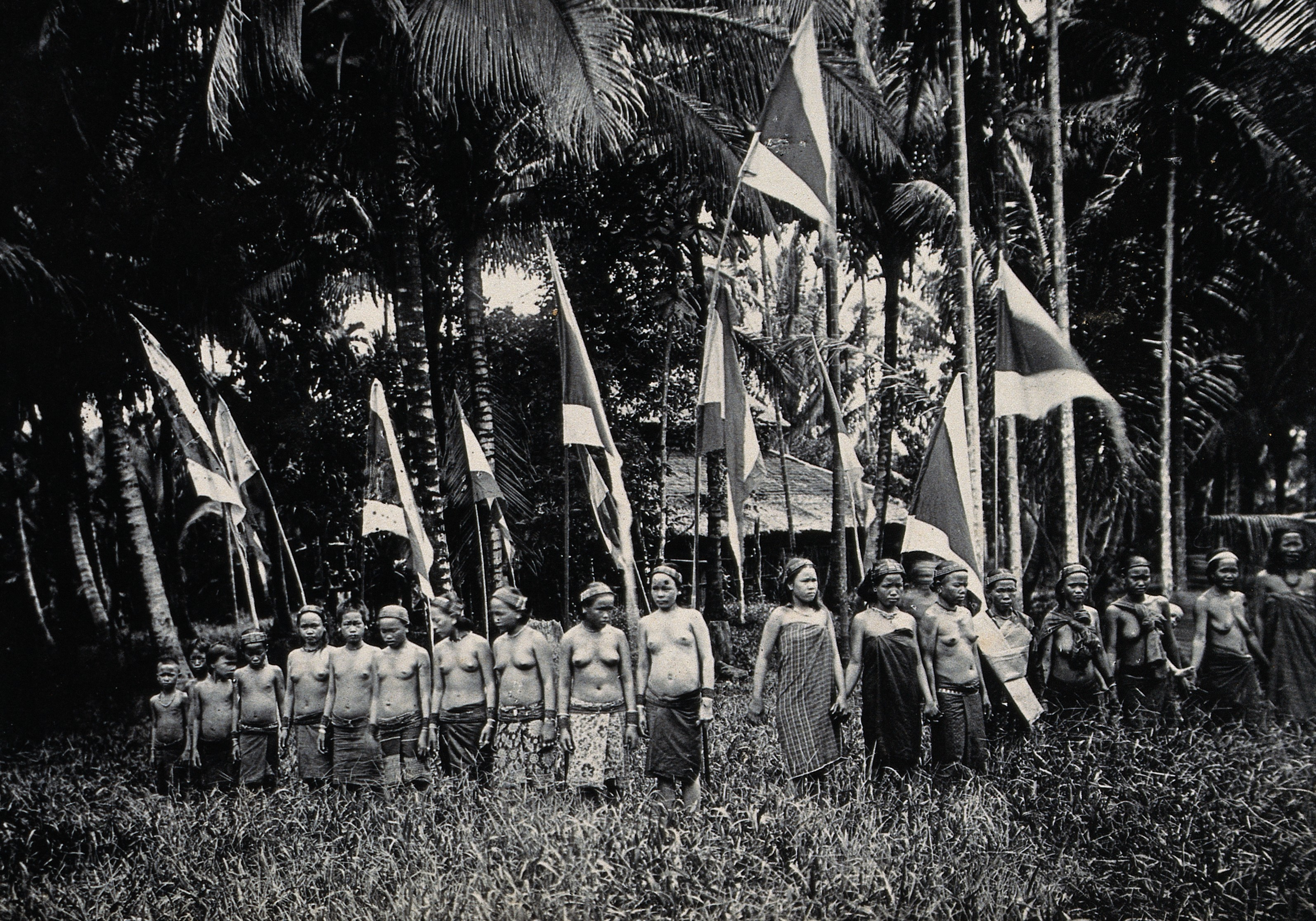
Fête des têtes (date inconnue)
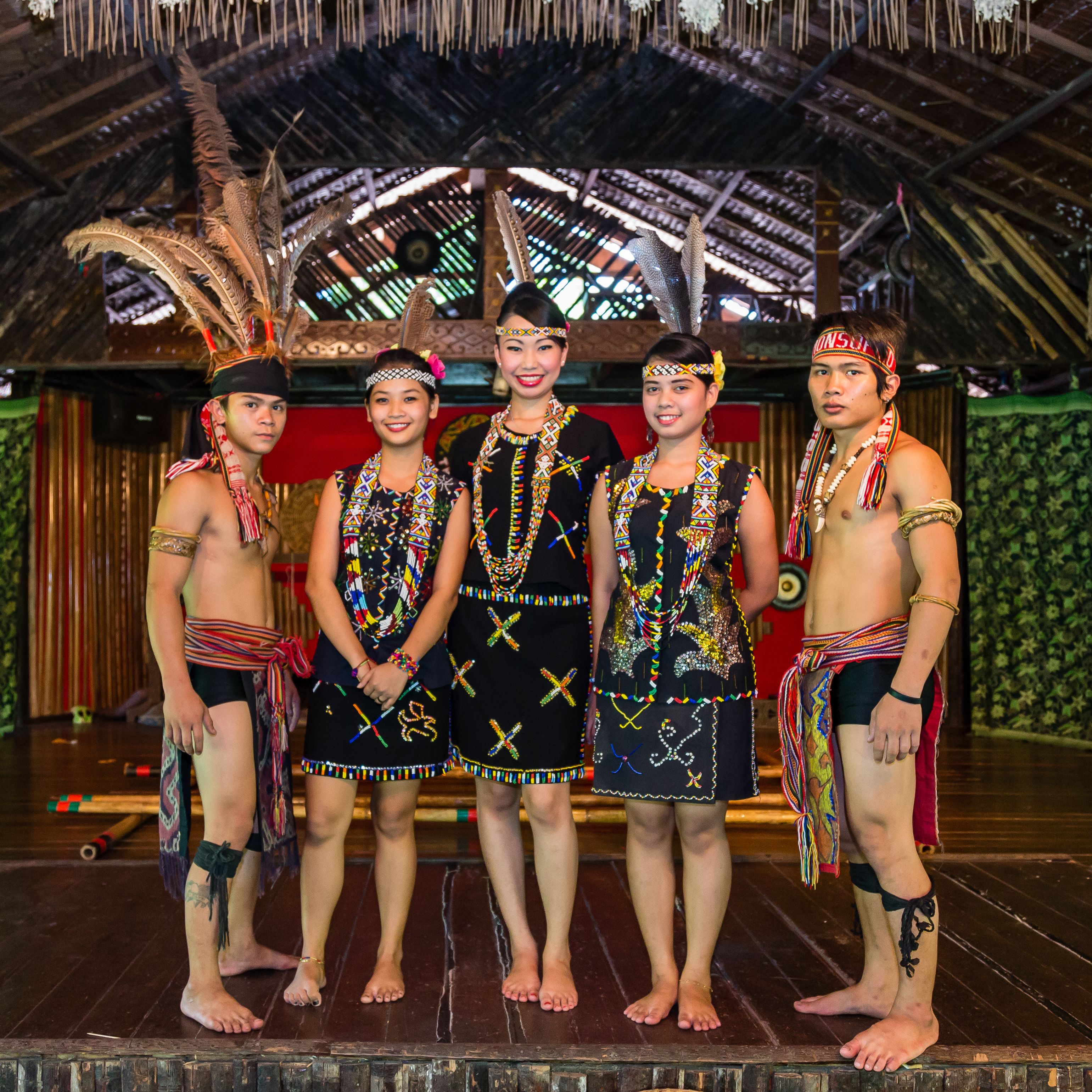
Muruts en tenue traditionnelle